# Ocupación soviética de Letonia en 1940
La ocupación soviética de Letonia en 1940 se refiere, según el Tribunal Europeo de Derechos Humanos, el Gobierno de Letonia, el Departamento de Estado de los Estados Unidos, y la Unión Europea, a la ocupación militar de la República de Letonia por parte de la Unión Soviética, ostensiblemente bajo las provisiones del Pacto Ribbentrop-Mólotov de 1939 con la Alemania nazi.
Cuando la Segunda Guerra Mundial estalló en septiembre de 1939 con la invasión alemana de Polonia  y la posterior invasión soviética de Polonia, Letonia ya había caído bajo la esfera de influencia soviética en el Pacto Mólotov-Ribbentrop y su Protocolo Adicional Secreto de agosto de 1939.
En el periodo de revisión de la historia soviética que comenzó durante la Perestroika, la URSS condenó en 1989 el protocolo secreto de 1939 entre la Alemania Nazi y ellos el cual llevó a la invasión y ocupación de los tres países bálticos, incluyendo a Letonia. Mientras que Rusia, a través de un tratado con Lituania, reconoció el impacto negativo que tuvo la Unión Soviética en la soberanía de Lituania antes de la disolución de la Unión Soviética, no ha existido ningún tratado que haga lo mismo en relación con Estonia o Letonia, y las autoridades de la Unión Soviética no reconocieron la ocupación antes de su disolución.
Luego de la disolución de la Unión Soviética, la soberanía de Letonia fue restaurada en 1991. El 22 de agosto de 1996, el Parlamento letón aprobó una declaración en la que afirmó que la ocupación soviética de Letonia en 1940 fue una «ocupación militar» y una «incorporación ilegal».

## Antecedentes

### Periodo 1919-1939
Luego de la Revolución rusa de 1917, Letonia declaró su independencia el 18 de noviembre de 1918. Luego de una prolongada guerra de independencia, Letonia y la Rusia soviética (la predecesora de la Unión Soviética) firmaron un tratado de paz el 11 de agosto de 1920. En su artículo 2, la Rusia soviética «reconocía sin reservas la independencia y soberanía del Estado letón y renunciaba voluntariamente y para siempre todos sus derechos soberanos (...) al pueblo letón y su territorio». La independencia de Letonia obtuvo el reconocimiento diplomático del Consejo Aliado Supremo (Francia, Reino Unido, Italia, Japón, Bélgica) el 26 de enero de 1921. Otros estados hicieron lo mismo. El 22 de septiembre de 1921 Letonia fue admitida en la Sociedad de las Naciones y fue miembro hasta la disolución formal de la Liga en 1946. El 5 de febrero de 1932, un Tratado de No-Agresión fue firmado con la Unión Soviética, basado en el tratado del 11 de agosto de 1920, cuyos acuerdos básicos establecían en forma inalterable e indefinida la base para las relaciones entre los dos estados. El 1 de septiembre de 1939, el día en que la Segunda Guerra Mundial estalló, Letonia declaró su neutralidad.

### Tratados relevantes entre la URSS y Letonia
Antes de la Segunda Guerra Mundial, la República de Letonia y la URSS firmaron y ratificaron los siguientes tratados:
- Pacto Briand-Kellogg. Firmado el 27 de agosto de 1928, donde «condenan la guerra como medio de solución de controversias internacionales y que desisten de su uso como herramienta de la política nacional en sus relaciones mutua».[12]

- Tratado de No-Agresión. Firmado el 5 de febrero de 1932 entre Letonia y la Unión Soviética[13]

- Convención para la Definición de Agresión. Firmado el 3 de julio de 1933. Por primera vez en la historia de las relaciones internacionales, la agresión fue definida en un tratado vinculante firmado en la embajada soviética en Londres por la Unión Soviética y, entre otros, Letonia[14][15]

El Artículo II define las formas de agresión. Será reconocido como agresor aquél Estado que sea el primero en cometer las siguientes acciones:
Capítulos relevantes:
- Segunda — invasión del territorio de otro Estado a cargo de fuerzas armadas incluso sin una declaración de guerra.
- Cuarta — un bloqueo naval de la costa o los puertos de otro Estado.

## 1939-1940: el camino a la pérdida de la independencia

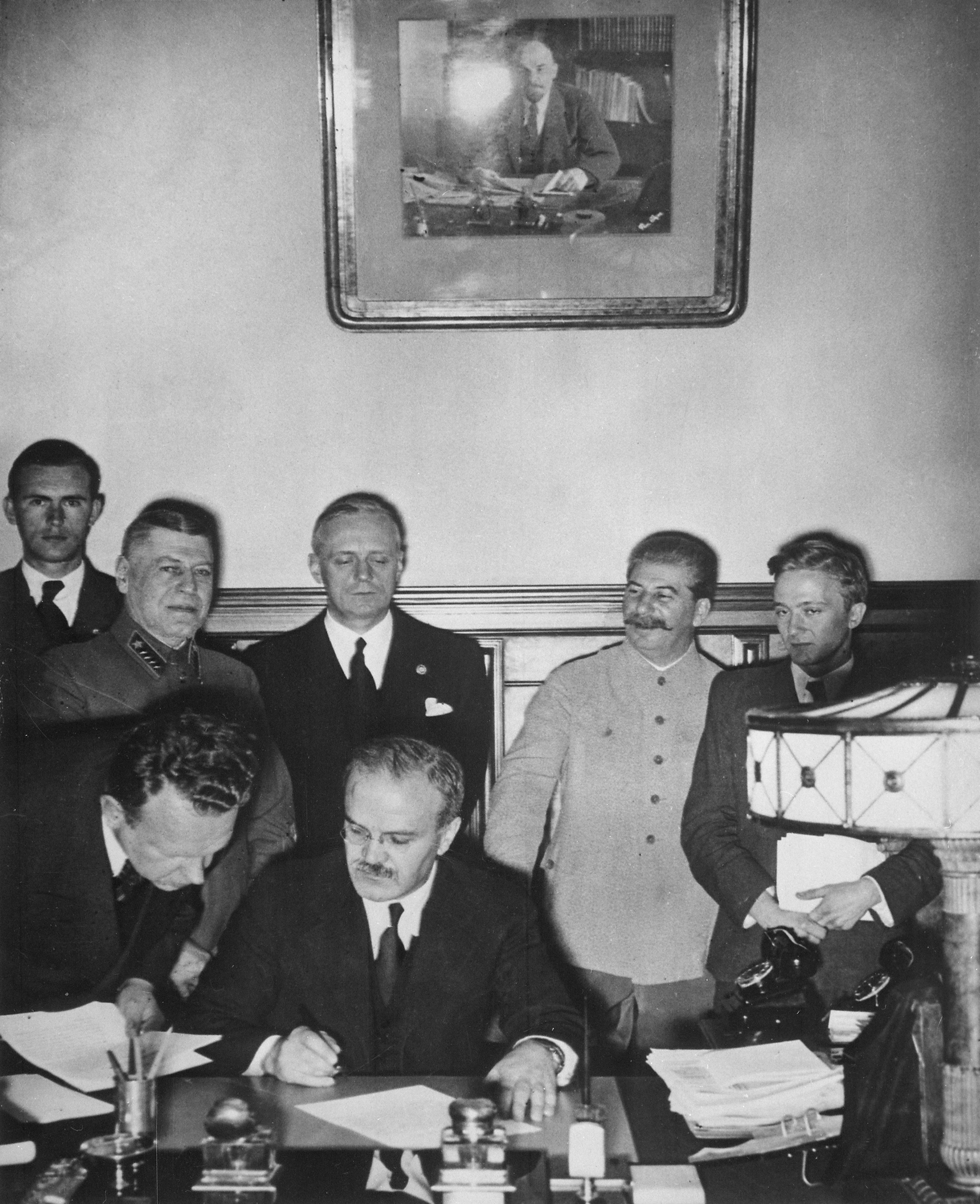
Mólotov firmando el Pacto de no-agresión germano-soviético.

### Pacto de no-agresión germano-soviético
El Pacto Ribbentrop-Mólotov, firmado el 23 de agosto de 1939, abrió el camino para las ambiciones territoriales de Alemania y la Unión Soviética en Europa Oriental. El Protocolo Adicional Secreto de este pacto dividía el territorio que separaba a Alemania y la Unión Soviética entre las dos potencias. Según este protocolo, Finlandia, Estonia, Letonia y Besarabia se encontraban dentro de la esfera de influencia soviética, mientras que Polonia y Lituania caían dentro de la esfera de influencia Alemana. La Unión Soviética continuó negando la existencia de este protocolo hasta 1989, cuando bajo presión de las repúblicas bálticas, el Congreso de los Diputados del Pueblo de la Unión Soviética reconoció de manera oficial los tratados secretos como ilegales e inválidos desde su concepción el 24 de diciembre.

### Invasión de Polonia por la Alemania nazi y la Unión Soviética
La Alemania nazi invadió Polonia el 1 de septiembre de 1939 con el apoyo de Stalin. Francia y el Reino Unido, quienes fueron obligados a firmar un tratado para proteger a Polonia, respondieron con cartas de protestas en las que demandaban la retirada de los alemanes. Tras la indecisión franco-británica, el Reino Unido decidió actuar de manera unilateral y a las 9:00 a. m. del 3 de septiembre envió un ultimátum de dos horas que Francia se vio obligada a seguir, emitiendo su propio ultimátum. Pero pese a las declaraciones de que existía un estado de guerra con Alemania, las conferencias militares de los aliados del 4-6 de septiembre determinaron de que no existía la posibilidad de sobrellevar un frente en Polonia. Además, Francia pidió al Reino Unido que no bombardease Alemania, por temor a que hubiera represalias militares contra la población francesa. Finalmente se optó por no hacer nada para no provocar una transferencia de fuerzas alemanas al frente occidental. El 12 de septiembre Chamberlain declaró: «No hay prisa, ya que el tiempo está de nuestro lado». El abandono a Polonia fue completo.

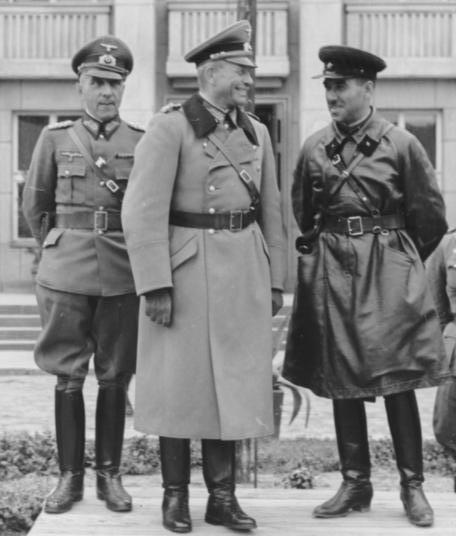
La Wehrmacht y el Ejército Rojo realizaron un desfile militar conjunto en Brest al concluir la invasión de Polonia. En las tribunas se encuentran el Generalmajor Heinz Guderian (centro) y el Kombrig Semión Krivoshéin (derecha)

Fue entonces cuando Stalin procedió a cumplir con su parte del Pacto, ordenando al Ejército Rojo cruzar la frontera soviética-polaca el 17 de septiembre con la excusa de proteger a los bielorrusos y ucranianos en el territorio de Polonia, que los soviéticos alegaban había «dejado de existir» tras la victoria de Alemania, después de lo cual Stalin sugirió a Hitler un «trueque» para resolver el «problema báltico».
El 28 de septiembre de 1939, Alemania y la Unión Soviética firmaron un tratado limítrofe luego de dividirse Polonia, incluyendo un segundo protocolo secreto que entregaba Lituania a la URSS a cambio de dos provincias polacas. Poco tiempo después, el 3 de octubre de 1939, el embajador alemán en la Unión Soviética, Friedrich Werner von der Schulenburg, también sugirió a Mólotov que los cambios en las fronteras de Lituania esperasen hasta que «la Unión Soviética incorpore a Lituania, una idea que, creo, es en lo que se basa el trato inicial sobre Lituania.» Seguidamente, la Unión Soviética acordó compensar a la Alemania nazi con 7.500.000 de dólares de oro (o 35.500.000 de Reichsmarks) para que el Reich renunciase a su reclamación territorial sobre Lituania, de la que debía tomar posesión según el tratado del 28 de septiembre.
La Unión Soviética ahora ocupaba un poco más de la mitad de todo el territorio polaco, y las potencias aliadas demostraron ser incapaces de intervenir militarmente en el frente oriental. A esas alturas no existía nada que detuviese a Stalin, en complicidad con Hitler, para completar sus ambiciones en el Báltico.

### Relaciones báltico-soviéticas en el otoño de 1939
El 24 de septiembre de 1939, navíos de guerra de la Armada Roja aparecieron en las afueras de los puertos estonios, al norte de Letonia, y bombarderos soviéticos comenzaron a patrullar los cielos de Tallin y sus alrededores en forma amenazadora. Posteriormente, la URSS violó el espacio aéreo de los tres países bálticos al enviar misiones de reconocimiento aéreo de inteligencia el 25 de septiembre. Moscú exigió a los países bálticos que permitiesen a la URSS instalar bases militares y enviar tropas a sus territorios durante toda la guerra en Europa.
Durante una serie de charlas sostenidas en Moscú el 2 de octubre de 1939, Stalin le dijo a Vilhelms Munters, el ministro de exteriores de Letonia: «Para serle sincero, la división de las zonas de influencia ya fue hecha. Por lo que a los alemanes respecta, podríamos ocupar su país». Los países bálticos se tomaron muy en serio dicha amenaza.
El gobierno de Estonia aceptó el ultimátum firmando el acuerdo correspondiente el 28 de septiembre de 1939; Letonia fue obligada a hacer lo mismo el 5 de octubre de 1939; y Lituania poco tiempo después, el 10 de octubre de 1939. En el caso de Letonia, el acuerdo obligaba a Letonia a:
- prestar las bases en Liepāja, Ventspils, y Pitrags a la Unión Soviética hasta 1949;
- construir pistas de aterrizaje bajo requerimientos soviéticos; y
- permitir al Ejército Rojo guarnicionar 30,000 tropas en su territorio[26]

En principio, este pacto no infringía la soberanía de Letonia. La sección 5 del pacto decía lo siguiente: «El hacer efectivo el siguiente tratado no debe afectar los derechos soberanos de las partes firmantes, en particular su estructura política, su sistema social y económico, y sus fuerzas militares. Aparte de las áreas donde se encuentran las bases militares y las pistas aéreas, todo el territorio de la República de Letonia continúa bajo su soberanía.»
Dado que la sovietización de los países bálticos era inminente, Hitler hizo un "llamamiento a casa" a los alemanes étnicos. Letonia firmó un acuerdo con la Alemania Nazi para la repatriación de los ciudadanos de nacionalidad alemana el 30 de octubre de 1939.

Guerra de Invierno: Concesiones de Finlandia

De manera pública, el 31 de octubre de 1939, el Consejo Supremo Soviético señaló que el temor a que los países bálticos fuesen sovietizados «no tenía sentido«. En privado, el estacionamiento de las tropas en Letonia bajo los términos del pacto de asistencia mutua marcó el comienzo de la realización de los viejos deseos soviéticos de tomar el control de la región del Báltico.

### Invasión soviética a Finlandia
Demandas similares fueron precedidas a Finlandia. El 5 de octubre de 1939, los fineses habían sido invitados a Moscú a «discutir problemas mutuos». Los fineses rechazaron firmar un pacto de asistencia mutua, y el 30 de noviembre, la Unión Soviética atacó a Finlandia, iniciando la Guerra de Invierno. Como el ataque soviético fue considerado ilegal, la Unión Soviética fue expulsada de la Liga de las Naciones el 14 de diciembre. Finlandia organizó un hábil esfuerzo defensivo y logró detener la ofensiva soviética hasta febrero de 1940, cuando su principal línea defensiva se derrumbó finalmente. El 12 de marzo de 1940, ante la perspectiva de una completa toma soviética, Finlandia firmó el Tratado de Paz de Moscú con la Unión Soviética. Finlandia conservó su independencia, pero se vio obligada a ceder el 11% de su territorio y arrendar la península Hanko a la Unión Soviética como una base naval durante 30 años. En junio de 1941, se reanudaron las hostilidades entre Finlandia y la URSS en la Guerra de Continuación.

## 1940-1941: la primera ocupación soviética

### Antecedentes políticos
La aparente suerte de Finlandia tal vez trajese un falso sentido de seguridad para Letonia. Cuatro meses antes de la llegada de tropas soviéticas a Letonia, Vilhelms Munters, se dirigió a una audiencia en la Universidad de Letonia el 12 de febrero de 1940, diciendo: «Tenemos fuertes razones para poder describir la relación entre Letonia y la Unión Soviética como muy satisfactoria. Hay gente que dirá que estas condiciones favorables solo son temporales y que, tarde o temprano tendremos que enfrentarnos a la presión política interna y externa de la Unión Soviética. Las bases sobre las que fundamentan estas profecías son un secreto para los profetas mismos. La experiencia de nuestro gobierno no justifica estas predicciones.»
Con el fracaso de la Unión Soviética en su campaña contra Finlandia y transcurrido poco más de un mes desde las expresiones positivas de Munters, Mólotov prácticamente anunció las intenciones soviéticas de anexar las repúblicas bálticas el 25 de marzo de 1940: «[...] la ejecución de los pactos ha avanzado satisfactoriamente y creado condiciones favorables para mejorar las relaciones con estos estados». "Mejorar las relaciones" era un eufemismo para la invasión soviética.
En marzo y abril de 1940, inmediatamente después del discurso de Mólotov, la prensa soviética comenzó a lanzar ataques contra el gobierno letón. Luego, el NKVD orquestó una serie de huelgas en Riga y Liepāja y cuando estas huelgas no lograron alcanzar los niveles generales de seguimiento esperados, los soviéticos echaron la culpa de su fracaso al «elemento irresponsable que dañaba las buenas relaciones con los vecinos».
Temiendo que los soviéticos llevasen a cabo acciones, el 17 de mayo de 1940, el gobierno letón otorgó poderes de emergencia al ministro letón en Londres, Kārlis Reinholds Zariņš, designando a Alfreds Bilmanis, el ministro letón en Washington, como su sustituto.

### Invasión soviética de Lituania, Letonia y Estonia

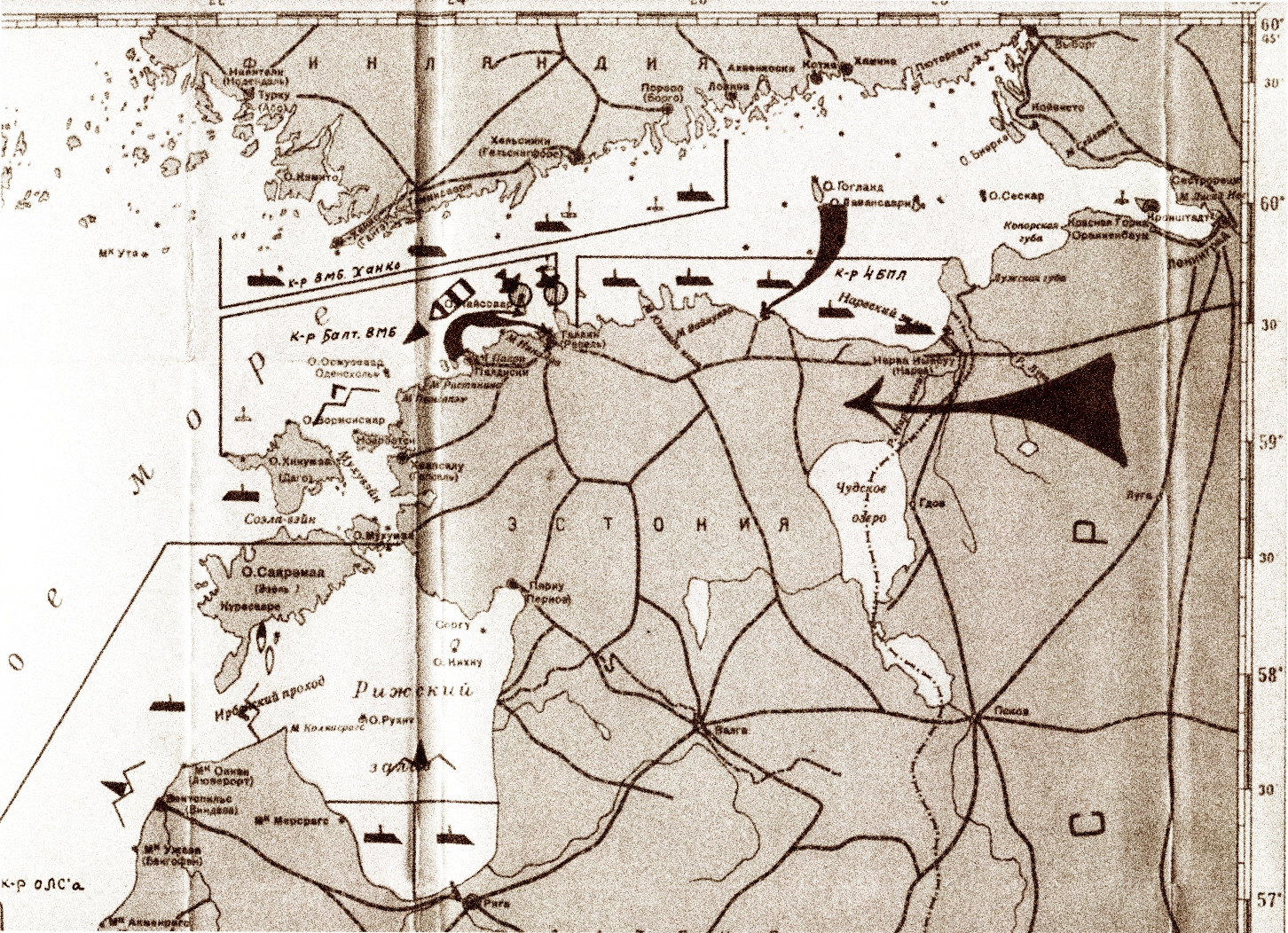
Planos del bloqueo naval militar de Estonia y Letonia en 1940 (Archivos Estatales de la Armada Rusa).

El 28 de mayo de 1940, el ministro lituano en Moscú recibió una nota de Mólotov donde se indicaba el rapto de dos soldados soviéticos en Vilna. El gobierno lituano buscó resolver este asunto con una comisión soviética-lituana bajo los términos de un pacto de asistencia mutua. Moscú rechazó esta propuesta y concluyó cualquier diálogo con Lituania. Pronto mostraría sus cartas y rápidamente ejecutaría su jugada:
- El 12 de junio de 1940 los soviéticos ordenaron a la Flota del Báltico a realizar un bloque naval total contra Estonia.[35][36]
- El 14 de junio de 1940, mientras el resto del mundo seguía atento a la caída de París en manos nazis el día anterior, Mólotov acusó a los países bálticos de conspirar contra la Unión Soviética y envió un ultimátum a Lituania para que estableciese un gobierno que los soviéticos aprobaran. El mismo día, el bloqueo soviético sobre Estonia tomó efecto. Según testigos oculares cuyos testimonios fueron recopilados por investigadores estonios y fineses, dos bombarderos soviéticos derribaron el avión finés de pasajeros Kaleva, que se encontraba volando entre Tallin y Helsinki llevando tres valijas diplomáticas de las delegaciones diplomáticas estadounidenses en Tallin, Riga y Helsinki. El empleado del departamento de exteriores de los Estados Unidos, Henry W. Antheil, Jr. murió en el incidente.[37]
- El 15 de junio de 1940, tropas soviéticas invaden Lituania[38] y toma posiciones para invadir Letonia.
- El 15 de junio de 1940, tropas soviéticas atacan a guardias fronterizos de Letonia en Maslenki,[4] matando a tres guardias y dos civiles, además de tomar 10 guardias y 27 civiles como rehenes a la Unión Soviética.
- El 16 de junio de 1940, la Unión Soviética invadió Letonia y Estonia.[38] Los soviéticos enviaron ultimátums que debían ser contestados en seis horas a Estonia y Letonia, donde exigían: (1) el establecimiento de gobiernos prosoviéticos que, bajo la protección del Ejército Rojo, podría hacer efectivos más fácilmente los Pactos de Asistencia Mutua; (2) el libre paso de tropas soviéticas hacia Estonia y Letonia para que pudieran ser desplegadas en los puntos más importantes y evitar cualquier acto de hostilidad contra las guarniciones soviéticas. Incapaces de resistir por sí solas, Letonia y Estonia capitularon.
- El 17 de junio de 1940 - Tropas soviéticas invaden Letonia y ocupan puentes y oficinas del correo/teléfono, telégrafo y televisión.
- El 17 de junio de 1940 - Andréi Vyshinski, el vicepresidente del Consejo de Ministros de la URSS, se presenta ante el presidente Kārlis Ulmanis como el enviado especial de la Unión Soviética.

### Pérdida de la independencia
La soviéticos siguieron orquestando los acontecimientos que tendrían lugar tras la invasión, incluyendo la organización de protestas masivas para crear la impresión de que existía una revuelta popular. Los manifestantes llegaron junto con las tropas del Ejército Rojo.
- 19 de junio de 1940: Vyshinski visitó a Ulmanis de nuevo, esta vez, para entregarle la lista de los nuevos miembros del gabinete del gobierno de Letonia (esta lista estaba pre-aprobada por Moscú).
- 20 de junio de 1940 - Ulmanis fue obligado a aprobar el gobierno prosoviético que asumiría el poder. Los miembros del anteriormente ilegal partido comunista fueron liberados. Se organizaron varias «procesiones de gratitud» en honor a Stalin.
- 30 de junio de 1940: el ministro de Exteriores de Lituania, Vincas Kreve-Mickevicius, se reúne con Mólotov. Mólotov le comunica en forma directa que la Unión Soviética tenía la intención de ocupar toda la región: «Tiene que ser realista y darse cuenta de que en el futuro todas las naciones pequeñas van a desaparecer. Su Lituania junto con las otras naciones bálticas, incluyendo a Finlandia, tendrán que unirse a la gloriosa familia de la Unión Soviética. Es por eso que debería ir introduciendo a su gente al sistema soviético, que en el futuro reinará en todos lados, en toda Europa; y será puesto en práctica primeramente en algunos lugares, como en los países bálticos y luego en otros».
- 5 de julio de 1940: se promulga un decreto que anuncia nuevas elecciones; los partidos democráticos letones se organizan bajo el Comité Nacional para tratar de participar.
- 9 de julio de 1940: Vilis Lācis, el ministro de asuntos internos designado por la Unión Soviética, ordenó el cierre del Comité Nacional y la deportación de sus líderes. Para esta fecha ya habían comenzado las deportaciones en territorios que aún no habían sido incorporados por la URSS.
- 14-15 de julio de 1940: elecciones arregladas en Letonia y los otros países bálticos. Solo la lista de los candidatos pre-aprobados fueron permitidos de participar en las elecciones para el "Parlamento Popular".[4] Las elecciones se llevaron a cabo con las siguientes instrucciones: "Sólo la lista del bloque de los Obreros de Letonia debía ser depositada en las urnas. Los votos deben ser depositados sin ningún cambio." Se reportó que, supuestamente, el índice de actividad de los votantes fue del 97.6%. Lo más notorio del proceso fue que los resultados fueron publicados en Moscú 12 horas antes de terminada la votación. Los documentos electorales soviéticos mostraron después de que los resultados fueron completamente fabricados. Se crearon tribunales para castigar a los "traidores del pueblo". Estos eran los que habían fallado en su "deber político" de votar para la incorporación de Letonia en la Unión Soviética. Aquellos que no dejaron que se les sellaran los pasaportes luego de votar de esa manera eran ejecutados con un disparo en la cabeza.[39]
- 21 de julio de 1940 - El Saeima elegido en forma fraudulenta votó en forma unánime para unirse a la Unión Soviética (la consideración de una acción como ésta fue rechazada en la elección). Esta petición era ilegal según la Constitución de Letonia, la cual aún estaba en efecto, que requería un referéndum para aprobar una acción como esta: con una participación de por lo menos dos tercios de los votantes y la aprobación de una mayoría simple. Ulmanis se vio forzado a renunciar.
- 22 de julio de 1940: Ulmanis es deportado a la Unión Soviética (ver abajo).
- 23 de julio de 1940: el subsecretario de Estado de los Estados Unidos condenó los «enrevesados procesos» a través de los que «la independencia política y la integridad territorial de las tres pequeñas repúblicas bálticas fueron deliberadamente aniquiladas por uno de sus vecinos más poderosos».
- 31 de julio de 1940: el ministro de Defensa, Jānis Balodis y su familia son deportados a la Unión Soviética (orden escrita personalmente por Vilis Lācis)
- 3, 5, y 6 de agosto de 1940: la Unión Soviética acepta las solicitudes de Lituania, Letonia y Estonia, respectivamente, para unirse a la Unión. Letonia fue incorporada como la 15.ª República de la Unión Soviética. Además de Alemania, ningún otra nación occidental reconoció la anexión como legítima de iure.

No existen datos exactos sobre las bajas que los soviéticos infringieron en Letonia. Las estimaciones más conservadoras sitúan el número de personas muertas debido a acciones militares, ejecuciones o deportaciones en 290,000. Muchos más buscaron refugio en el exterior. Dichas bajas comenzaron durante la primera ocupación soviética, también conocida como el «Año del Terror» (Baigais Gads en letón).

### Terror soviético

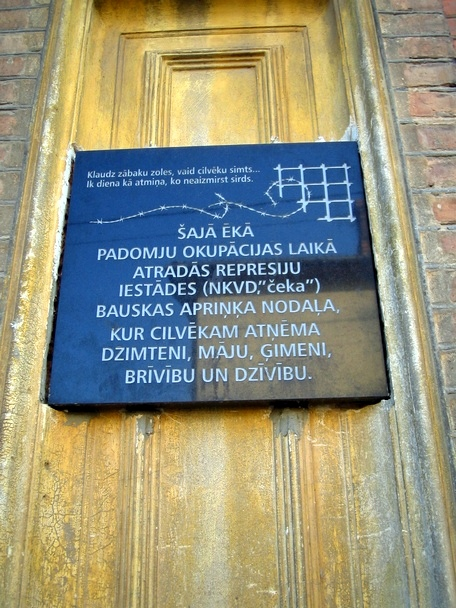
Placa conmemorativa de las víctimas del NKVD soviético en Bauska, Letonia.

Las autoridades soviéticas, habiendo ganado control sobre Letonia, impusieron de forma inmediata un régimen de terror. Cientos de personas fueron arrestadas, incluyendo muchos líderes de la República de Letonia. Se crearon tribunales para castigar a los "traidores del pueblo".
El presidente de Letonia, Kārlis Ulmanis, y el ministro de Exteriores, Vilhelms Munters, se encontraban bajo arresto y amenaza de ser ejecutados de inmediato. La confiscación inmediata de su propiedad y ejecución dentro de 24 horas fue decretada para todos los diplomáticos que se encontrasen en el exterior que regresen a Letonia y se rehúsen a reconocer al nuevo régimen. Órdenes posteriores expandieron la lista de represiones, incluyendo a cualquier persona relacionada con alguien que se encuentre escondido del gobierno o que haya escapado al exterior—un acto que los convertía en traidores del estado.
El 22 de junio de 1940, los tres parlamentos bálticos pasaron resoluciones iniciales sobre la nacionalización de la tierra, seguidas en Letonia por una Ley de Reforma a la Tierra una semana después. Inicialmente, un máximo de 30 hectáreas de tierra podían ser usadas por una familia, reduciendo este número a 15-20 durante la segunda ocupación soviética.
La Deportación de junio tuvo lugar los días 13 y 14 de ese mes en 1941. Un estimado de 15,600 hombres, mujeres y niños, incluyendo un 20% del anterior gobierno legal de Letonia fueron deportados. Aproximadamente 35,000 personas (casi un 2% de la población del país) fueron deportadas durante la primera ocupación soviética. Las deportaciones de Stalin también incluían a miles de judíos letones. Las deportaciones masivas en los tres países bálticos llegaron a un total de 135,000 personas.
Según las instrucciones de Serov, las deportaciones fueron ágiles y eficientes y tuvieron lugar durante la noche. A los deportados se les dio una hora o menos para alistarse para irse. Se les permitió llevar consigo sus pertenencias, siempre y cuando no excedan los 100 kg de peso (comida para un mes, dinero, ropa). Luego las familias eran llevadas a la estación de tren. Allí era cuando descubrían que los hombres eran separados de las mujeres y niños: "En vista de que un gran número de deportados deben ser arrestados y distribuidos en campos especiales y que sus familias deben ser llevadas a asentamientos especiales en regiones distantes, es esencial de que la operación de traslado de ambos miembros de la familia del deportado y su cabeza deben ser realizados simultáneamente, sin que se tengan que enfrentar a una notificación de que serán separados ... El convoy con la familia completa deberá ser llevado adelante en un sólo vehículo y sólo una vez lleguen a la estación se separará al jefe del hogar de su familia y será trasladado en carros especiales para los jefes de familia."
Los trenes eran escoltados por un oficial de la NKVD y un convoy militar. Los deportados eran trasladados en carros cerrados con barrotes que contaban con huecos en el suelo para cubrir las necesidades sanitarias. Muchos murieron antes de llegar a su destino final. Muchos más murieron durante su primer invierno.
Algunos letones que lograron evadir las deportaciones decidieron esconderse en los bosques, donde se organizaron unidades antisoviéticas. Cuando la Alemania Nazi atacó la Unión Soviética, estos rebeldes entraron inmediatamente en acción.

## Hechos posteriores

### Ocupación alemana de Letonia 1941-1944
La guerra soviética-alemana culminó en forma abrupta el primer año de ocupación soviética. La ofensiva nazi, lanzada el 22 de junio de 1941, apenas una semana después de que se ejecutaran las deportaciones masivas, entró en Riga el 1 de julio de 1941. Esto detuvo los planes de la NKVD para deportar a miles de personas más de los países bálticos el 27 y 28 de junio de 1941.
Con las memorias de las deportaciones en masa de hacía una semana aún frescas, las tropas alemanas fueron recibidas por los letones como liberadores. El himno nacional letón sonaba en la radio, y, como escribió Chris Bellamy: "la rebelión [anti-soviética] estalló inmediatamente después de recibidas las noticias de Barbarroja". La mayoría de los soldados letones étnicos que habían sido forzados a unirse al Ejército Rojo desertaron sus unidades y poco tiempo después atacaron a la NKVD. El 2 de julio de 1941, una unidad de desertores letones capturaron el pueblo de Sigulda, y tres días después, los rebeldes letones tomaron control sobre otro pueblo, Smiltene, además de bloquear el camino estratégico a Pskov. Los letones no solo desertaron en masa de unidades regulares del Ejército Rojo, sino que también escaparon de los campos de entrenamiento militar, los cuales eran parte del plan de movilización soviética. Entre otras batallas con las fuerzas soviéticas en retirada, Bellamy menciona a Limbaži (4 de julio), Olaine (5 de julio), y Alūksne (9 de julio). Todos estos lugares fueron capturados por rebeldes letones antes de que las primeras unidades de la Wehrmacht aparecieran en el área.
Alemania nazi, sin embargo, no tenía ningún plan o deseo de restaurar la autonomía de Letonia, pese a que había ordenado al coronel Alexander Plesners que supervisase la formación de la Fuerza de Defensa de Letonia. El 8 de julio, los alemanes anunciaron que estaba prohibido usar uniformes no-alemanes. Además, las unidades rebeldes recibieron orden de desarmarse.
El 10 de julio de 1941, las fuerzas armadas alemanas habían ocupado todo el territorio de Letonia. Letonia se convirtió en parte del Reichskommissariat Ostland de la Alemania nazi - la Provincia General de Letonia (Generalbezirk Lettland). Cualquiera que desobedeciera al régimen de ocupación alemán, además de aquellos que habían cooperado con el régimen soviético, eran ejecutados o enviados a campos de concentración.

### Segunda ocupación Soviética 1944-1991
Letonia volvió a ser ocupada por la Unión Soviética desde 1944 hasta 1991. Bajo la ocupación soviética, miles de letones fueron deportados a campos en Siberia, ejecutados o forzados al exilio.
Muchos letones escaparon en botes pesqueros y en barcos a Suecia y Alemania, desde donde hasta 1951 se trasladaron a otras partes del mundo occidental (principalmente en Australia y América del Norte). Aproximadamente 150,000 letones terminaron en el exilio en occidente.
Según estimaciones aproximadas, como resultado de la Segunda Guerra Mundial, la población de Letonia se redujo en medio millón de personas (25% menos que en 1939). En comparación con 1939 la población de Letonia había disminuido en 300,000 personas. La guerra también causó grandes pérdidas para la economía- muchas ciudades históricas fueron destruidas, al igual que industrias e infraestructura.
En julio de 1989, tras dramáticos eventos en Alemania Oriental, el premier soviético de Letonia adoptó una "Declaración de Soberanía" y enmendó la Constitución para afirmar la supremacía de sus leyes sobres las de la URSS.
El 23 de agosto de 1989, tuvo lugar la Cadena Báltica en la que aproximadamente dos millones de personas se tomaron de las manos para formar una cadena humana de 600 kilómetros que cruzaba los tres estados bálticos (Estonia, Letonia y Lituania). Esta demostración fue organizada para atraer la atención del mundo a la suerte histórica común que estos tres países habían sufrido.
En marzo de 1990 los candidatos del partido pro-independencia Frente Popular Letón obtuvieron dos tercios de la mayoría en el Consejo Supremo en elecciones democráticas.
El 4 de mayo de 1990, el Consejo Letón declaró su intención de restaurar la independencia de Letonia. Fuerzas políticas y militares trataron, sin éxito, de tumbar al gobierno letón. El 21 de agosto de 1991, Letonia declaró su independencia de facto. Su independencia fue reconocida a nivel internacional de inmediato, incluyendo el reconocimiento por parte de la Unión Soviética. Los Estados Unidos, que nunca habían reconocido la anexión forzosa de Letonia por parte de la URSS, retomaron las relaciones diplomáticas con Letonia el 2 de septiembre de 1991.
En febrero de 1992, Rusia estuvo de acuerdo en comenzar a retirar sus tropas de Letonia.
En agosto de 1994 las últimas tropas rusas se retiraron de la República de Letonia.
Rusia puso fin oficialmente a su presencia militar en Letonia en agosto de 1998 tras la clausura de la estación de radar Skrunda-1, que fue el último radar militar rusa activo en los países bálticos. Las últimas tropas rusas se retiraron de la estación al año siguiente.

## Versión soviética de los eventos

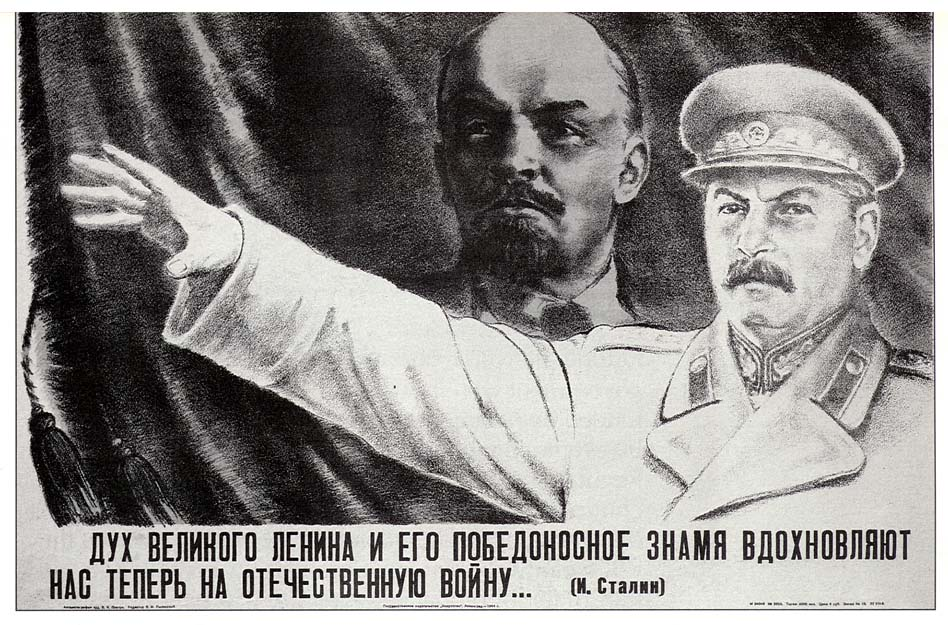
«El espíritu del Gran Lenin y su estandarte victorioso nos inspirará para la Gran Guerra Patriótica.» (Stalin)

Hasta el momento en que se revaluó la historia de la Unión Soviética durante la perestroika, que llevó a la condena oficial del protocolo secreto del gobierno soviético de 1939, la posición soviética sobre los eventos de 1939-1940 se puede resumir en lo siguiente:
El gobierno de la Unión Soviética sugirió al gobierno de la República de Letonia que cerraran una serie de tratados de asistencia mutua entre los dos países. La presión de los obreros letones obligó al gobierno de Letonia a aceptar esta oferta. Un Pacto de Asistencia Mutua fue firmado, el cual permitió a la URSS estacionar un número limitado de tropas en Letonia. Las dificultades económicas, la insatisfacción con las políticas del gobierno letón que habían saboteado el cumplimiento del Pacto y el Gobierno de Letonia y la orientación política hacia la Alemania nazi llevaron a una situación revolucionaria que culminó en junio de 1940. Para garantizar el cumplimiento del Pacto, tropas soviéticas adicionales entraron en Letonia, recibidas por los obreros letones que demandaban la renuncia del gobierno burgués de Letonia y su líder fascista, Kārlis Ulmanis. Ese mismo junio, bajo el liderazgo del Partido Comunista de Letonia, los obreros letones realizaron demostraciones, y en ese mismo día, el gobierno fascista fue derrocado, y se formó un gobierno popular. Las elecciones para el parlamento letón fueron llevadas a cabo poco tiempo después en julio de 1940. La Unión Popular Obrera, creada por iniciativa del Partido Comunista de Letonia, recibió la gran mayoría de los votos. El parlamento adoptó la declaración de la restauración del poder soviético en Letonia y proclamó la República Socialista Soviética de Letonia. El parlamento de Letonia quiso unirse a la URSS en forma libre y voluntaria, por lo cual adoptó una resolución para ese efecto. La solicitud fue aprobada por el Premier de la Unión Soviética y Letonia se convirtió en una república constituyente de la URSS.

## Versiones conflictivas de la historia
El tema de la ocupación soviética, sus motivos y consecuencias, continúa siendo objeto de controversia entre los estados bálticos y Rusia. El problema principal radica en la existencia de dos versiones diferentes de los eventos históricos durante la Segunda Guerra Mundial y después: la versión letona (compartida también por Estonia y Lituania y ampliamente aceptada por los académicos occidentales) y la versión soviética, que continúa siendo apoyada y defendida por el gobierno de Rusia.
Según el Tribunal Europeo de Derechos Humanos, el gobierno de Letonia, los Estados Unidos y la Unión Europea, la ocupación de Letonia por parte de la URSS en 1940, y su subsiguiente incorporación a la Unión Soviética en 1944, fue ilegal. Según estos estados y organizaciones, el legítimo gobierno de Letonia fue depuesto en 1940 y el gobierno soviético fue impuesto a la fuerza. Más adelante, el régimen totalitario comunista de la Unión Soviética llevó a cabo acciones sistemáticas y a gran escala que incluyeron asesinatos y deportaciones en masa de la población letona. Se organizaron elecciones fraudulentas donde solo candidatos aprobados por los soviéticos podían participar y los resultados fueron publicados accidentalmente en la prensa occidental en Londres antes de que las elecciones mismas hubiesen concluido. Como informó la revista Time en 1940, quienes no habían hecho sellar sus pasaportes para votar para la anexión de Letonia a la URSS, podían ser ejecutados por el NKVD soviético. El país estuvo ocupado por la Unión Soviética hasta la restauración de su independencia en 1991. Los 48 años de ocupación soviética y la anexión de los estados bálticos nunca fueron reconocidos como legítimos por las democracias occidentales. Los Estados Unidos en particular, aplicaron la Doctrina Stimson para el caso de las repúblicas bálticas, haciendo que se convirtiera en un precedente del derecho internacional.
Mientras que el Congreso de los Diputados del Pueblo de la Unión Soviética condenó la anexión de Letonia y los otros estados bálticos antes de la disolución de la URSS, la Federación Rusa, el estado sucesor legal de la Unión Soviética, no reconoce que haya habido una ocupación forzosa de Letonia por parte de la Unión Soviética. Específicamente, en relación con Letonia, la Duma rusa pasó una resolución para "recordar a los diputados de la Saeima letona que la pertenencia de Letonia a la Unión Soviética estaba respaldada por hechos y por ley proveniente del punto de vista judicial internacional. El gobierno de Rusia aún mantiene que la Unión Soviética liberó a Letonia de los alemanes en 1944. Pravda (5 de octubre de 2004) se quejó porque Letonia no celebraba el 9 de mayo como el día de la derrota soviética del nazismo, indicando que: «Uno de los líderes de la Asociación de Veteranos de Letonia, Alexander Komarovsky, escribió en el periódico letón de habla rusa Chas que 154,000 soldados soviéticos murieron combatiendo por la liberación de Letonia». Los letones rusos son reportados en la prensa de Rusia diciendo, «los soldados soviéticos fueron recibidos con flores y canciones. De no ser por los soviéticos, entonces los nazis se hubiesen quedado aquí».

## Legado
En el año 2009, el Día de ocupación soviética se convirtió en un feriado público en Letonia y se observa el 17 de junio para recordar la ocupación soviética en 1940.